# Foveosculum ufipae
Foveosculum ufipae är en stekelart som beskrevs av Heinrich 1967. Foveosculum ufipae ingår i släktet Foveosculum och familjen brokparasitsteklar. Inga underarter finns listade i Catalogue of Life.